# Куп Србије у фудбалу 2023/24.
Куп Србије у фудбалу 2023/24. је осамнаесто такмичење организовано под овим називом од стране Фудбалског савеза Србије.

## Учесници
Пропозицијама је предвиђено да у завршном делу такмичења за Куп Србије у фудбалу 2023/24. учествује:
- 16 (шеснаест) клубова Суперлиге Србије 2022/23,
- 16 (шеснаест) клубова Прве лиге Србије 2022/23,
- 5 (пет) клубова победника такмичења за фудбалски Куп Србије организованих у оквиру територијалних фудбалских савеза.[2]

## Календар такмичења
- Претколо: 13. септембар 2023.
- Шеснаестина финала: 1. новембар 2023.
- Осмина финала: 6. децембар 2023.
- Четвртфинале: 10. април 2024.
- Полуфинале: 24. април 2024.
- Финале: 21. мај 2024.[3]

## Претколо
У завршни део такмичења за овосезонски Куп Србије у фудбалу пласирало се 37 клубова, а у шеснаестини финала има места само за 32, те је било неопходно да се одигра 5 утакмица преткола у циљу смањења броја учесника. У претколу учествује 10 клубова — пет победника купова територијалних савеза и тимови који су се у претходној сезони Прве лиге Србије нашли од 12. до 16. места.
Игра се једна утакмица код првоименоване екипе. Према пропозицијама такмичења, уколико се утакмица заврши нерешеним резултатом, одмах ће се изводити једанаестерци.
| Мешево | 0 : 2 Извештај | Смедерево 1924                      |
| ------ | -------------- | ----------------------------------- |
|        |                | Н. Јовановић 13’ · Ристић 53’ (пен) |

| Златибор | 0 : 1 Извештај | Металац Горњи Милановац |
| -------- | -------------- | ----------------------- |
|          |                | Марковић 22’            |

| Трајал                                       | 3 : 0 Извештај | Грацко |
| -------------------------------------------- | -------------- | ------ |
| Спасојевић 23’ · Радивојевић 26’ · Јовић 73’ |                |        |

| БАСК ТЕК         | 2 : 0 Извештај | Лозница |
| ---------------- | -------------- | ------- |
| Вучинић 36’, 74’ |                |         |

| Динамо 1945                 | 2 : 0 Извештај | Рад |
| --------------------------- | -------------- | --- |
| Ђошић 34’ (пен) · Јонаш 54’ |                |     |

## Шеснаестина финала
Жреб парова шеснаестине финала Купа Србије у сезони 2023/24. обављен је 11. октобра 2023. године у просторијама Фудбалског савеза Србије. Парове је извлачила Сандра Сремчевић, потпредседница ФСС.
Игра се једна утакмица код првоименоване екипе. Према пропозицијама такмичења, уколико се утакмица заврши нерешеним резултатом, одмах ће се изводити једанаестерци.
| Смедерево 1924                                           | 1 : 1 Извештај | ТСЦ Бачка Топола                                 |
| -------------------------------------------------------- | -------------- | ------------------------------------------------ |
| Цветиновић 70’ (а.г.)                                    |                | Влалукин 76’                                     |
| Пенали                                                   |                |                                                  |
| Н. Јовановић · Ожеговић · Ристић · Петронијевић · Пиргић | 5 : 4          | Вулић · Станић · Стојић · Миловановић · Ћирковић |

| Трајал | 0 : 6 Извештај | Црвена звезда                                                                     |
| ------ | -------------- | --------------------------------------------------------------------------------- |
|        |                | Спасојевић 8’ (а.г.) · Ндиаје 51’ · Шљивић 76’ 90’ · Кнежевић 77’ · Мијатовић 89’ |

| Динамо 1945 | 0 : 5 Извештај | Вождовац |
| ----------- | -------------- | -------- |
|             |                |          |

| БАСК ТЕК                   | 2 : 4 Извештај | Раднички 1923                                      |
| -------------------------- | -------------- | -------------------------------------------------- |
| Шарић 9’ (пен) · Ђокић 77’ |                | Видовић 45’ · Алексић 56’ · Ђурић 75’ · Чинеду 87’ |

| Јединство Уб | 0 : 1 Извештај | Партизан    |
| ------------ | -------------- | ----------- |
|              |                | Николић 54’ |

| Раднички Сремска Митровица | 2 : 0 Извештај | Радник Сурдулица |
| -------------------------- | -------------- | ---------------- |
| Мићић 12’, 29’             |                |                  |

| Графичар                   | 2 : 0 Извештај | Спартак Ждрепчева крв |
| -------------------------- | -------------- | --------------------- |
| Стојановић 48’ · Ђукић 57’ |                |                       |

| Инђија Тојо тајерс                                       | 4 : 1 Извештај | Колубара     |
| -------------------------------------------------------- | -------------- | ------------ |
| Грбовић 21’ · Гајиловић 48’ · Митровић 59’ · Дервиши 65’ |                | Да Силва 43’ |

| ОФК Вршац                                 | 3 : 1 Извештај | Младост Лучани |
| ----------------------------------------- | -------------- | -------------- |
| Грек 26’ · Главинић 32’ · Миливојевић 66’ |                | Мирић 54’      |

| ГФК Слобода Ужице | 0 : 0 Извештај | Напредак Крушевац |
| ----------------- | -------------- | ----------------- |
|                   |                |                   |
| Пенали            |                |                   |
|                   | 4 : 5          |                   |

| Раднички Нови Београд | 0 : 0 Извештај | Чукарички |
| --------------------- | -------------- | --------- |
|                       |                |           |
| Пенали                |                |           |
|                       | 3 : 4          |           |

| ИМТ               | 1 : 1 Извештај | Јавор Матис |
| ----------------- | -------------- | ----------- |
| Луковић 85’ (пен) |                | Гигић 66’   |
| Пенали            |                |             |
|                   | 1 : 3          |             |

| Железничар Панчево | 0 : 1 Извештај | Нови Пазар    |
| ------------------ | -------------- | ------------- |
|                    |                | Обрадовић 60’ |

| Мачва Шабац | 0 : 1 Извештај | Младост ГАТ  |
| ----------- | -------------- | ------------ |
|             |                | Живковић 18’ |

| Металац Горњи Милановац | 0 : 3 Извештај | Раднички Ниш                           |
| ----------------------- | -------------- | -------------------------------------- |
|                         |                | Цветковић 21’ · Нимага 45’ · Ивеља 81’ |

| Нови Сад 1921 | 0 : 2 Извештај | Војводина                 |
| ------------- | -------------- | ------------------------- |
|               |                | Зукић 78’ · Вукановић 83’ |

## Осмина финала
Жреб парова шеснаестине финала Купа Србије у сезони 2023/24. обављен је 7. новембра 2023. године у просторијама Фудбалског савеза Србије. Парове је извлачио Јован Дамјановић, селектор кадетске репрезентације Србије.
Игра се једна утакмица код првоименоване екипе. Према пропозицијама такмичења, уколико се утакмица заврши нерешеним резултатом, одмах ће се изводити једанаестерци.
| Инђија Тојо тајерс           | 2 : 3 Извештај | Нови Пазар                              |
| ---------------------------- | -------------- | --------------------------------------- |
| Којић 28’ · Радосављевић 29’ |                | Богдановски 6’ · Ергелаш 17’ (пен), 21’ |

| ОФК Вршац       | 1 : 0 Извештај | Напредак Крушевац |
| --------------- | -------------- | ----------------- |
| Миливојевић 66’ |                |                   |

| Раднички 1923                                                          | 5 : 0 Извештај | Смедерево 1924 |
| ---------------------------------------------------------------------- | -------------- | -------------- |
| Видаков 19’ · Алексић 46’ · Милошевић 54’ · Томић 80’ (пен) · Аџић 84’ |                |                |

| Чукарички                                             | 4 : 1 Извештај | Јавор Матис       |
| ----------------------------------------------------- | -------------- | ----------------- |
| Цветковић 13’ · Ковач 29’ · Сисоко 37’ · Ивановић 45’ |                | Бајере Жуниор 81’ |

| Вождовац                                                                   | 6 : 3 Извештај | Раднички Сремска Митровица                |
| -------------------------------------------------------------------------- | -------------- | ----------------------------------------- |
| Нешковић 4’ · Вујановић 16’ · Флемингс 22’, 26’ · Скробоња 48’ · Јочић 55’ |                | Мићић 54’ · Трипковић 63’ · Ђукановић 81’ |

| Младост ГАТ | 0 : 3 Извештај | Војводина                           |
| ----------- | -------------- | ----------------------------------- |
|             |                | Милетић 40’ · Зукић 44’ · Вукић 83’ |

| Црвена звезда                                                       | 5 : 0 Извештај | Раднички Ниш |
| ------------------------------------------------------------------- | -------------- | ------------ |
| Кнежевић 11’ · Катаи 17’ · Ндиаје 19’ · Лучић 26’ · Красо 38’ (пен) |                |              |

| Партизан                                 | 1 : 1 Извештај | Графичар                                             |
| ---------------------------------------- | -------------- | ---------------------------------------------------- |
| Јовановић 79’                            |                | Ајдар 64’                                            |
| Пенали                                   |                |                                                      |
| Натхо · Белић · Калулу · Захид · Салдања | 5 : 4          | Петровић · Јовановић · Фратровић · Вукичевић · Ђукић |

## Четвртфинале
Жреб парова четвртфинала Купа Србије у сезони 2023/24. обављен је 25. децембра 2023. године у просторијама Фудбалског савеза Србије. Парове је извлачио Драгиша Зечевић, селектор најбоље женске репрезентације Србије.
Игра се једна утакмица код првоименоване екипе. Према пропозицијама такмичења, уколико се утакмица заврши нерешеним резултатом, одмах ће се изводити једанаестерци.
| Партизан                           | 1 : 1 Извештај | Вождовац                                           |
| ---------------------------------- | -------------- | -------------------------------------------------- |
| Баждар 45+2’                       |                | Пиргић 89’                                         |
| Пенали                             |                |                                                    |
| Јанковић · Николић · Антић · Захид | 4 : 3          | Нешковић · Ђурђевић · Петровић · Флемингс · Пиргић |

| Чукарички                                         | 1 : 1 Извештај | Војводина                                |
| ------------------------------------------------- | -------------- | ---------------------------------------- |
| Ивановић 67’                                      |                | Савићевић 50’                            |
| Пенали                                            |                |                                          |
| Милојевић · Ивановић · Мело · Ергелаш · Јовановић | 3 : 4          | Зукић · Петровић · Лазаревић · Савићевић |

| Црвена звезда                      | 3 : 0 Извештај | ОФК Вршац |
| ---------------------------------- | -------------- | --------- |
| Катаи 6’ · Ндиаје 65’ · Букари 82’ |                |           |

| Раднички 1923                                    | 3 : 1 Извештај | Нови Пазар    |
| ------------------------------------------------ | -------------- | ------------- |
| Бевис 31’ · Видосављевић 35’ (пен) · Ортиз 90+8’ |                | Срећковић 73’ |

## Полуфинале
Жреб парова полуфинала Купа Србије у сезони 2023/24. обављен је 16. априла 2024. године у просторијама Фудбалског савеза Србије. Парове је извлачила Нина Матејић, чланица женске репрезентације Србије.
Игра се једна утакмица код првоименоване екипе. Према пропозицијама такмичења, уколико се утакмица заврши нерешеним резултатом, одмах ће се изводити једанаестерци.
| Раднички 1923 | 0 : 1 Извештај | Војводина   |
| ------------- | -------------- | ----------- |
|               |                | Кораћ 90+1’ |

| Црвена звезда                       | 2 : 0 Извештај | Партизан |
| ----------------------------------- | -------------- | -------- |
| Филиповић 29’ (а.г.) · Олајинка 30’ |                |          |

## Финале
| Црвена звезда           | 2 : 1 Извештај | Војводина       |
| ----------------------- | -------------- | --------------- |
| Иванић 37’ · Спајић 66’ |                | Вукановић 90+9’ |

| Црвена звезда:   |    |                     |  |           |
| С                | 4  | Мирко Иванић        |  | 37’ 90+5’ |
| О                | 5  | Урош Спајић         |  | 66’       |
| С                | 6  | Марко Стаменић      |  | 20’ 74’   |
| Н                | 9  | Шериф Ндиаје        |  | 41’ 90+6’ |
| Н                | 14 | Питер Олајинка      |  |           |
| О                | 15 | Александар Драговић |  |           |
| Г                | 18 | Омри Глазер         |  |           |
| О                | 23 | Милан Родић         |  |           |
| Н                | 30 | Осман Букари        |  | 75’       |
| С                | 33 | Срђан Мијаиловић    |  |           |
| С                | 66 | Хванг Ин-Беом       |  | 90+5’     |
|                  |    |                     |  |           |
| Измене:          |    |                     |  |           |
| Г                | 1  | Зоран Поповић       |  |           |
| С                | 7  | Јован Шљивић        |  | 90+5’     |
| С                | 8  | Гелор Канга         |  | 75’       |
| С                | 10 | Александар Катаи    |  | 74’       |
| Н                | 17 | Жан Филип Красо     |  |           |
| О                | 19 | Немања Милуновић    |  |           |
| О                | 24 | Насер Ђига          |  |           |
| Н                | 31 | Урош Сремчевић      |  |           |
| С                | 41 | Никола Кнежевић     |  | 90+6’     |
| О                | 70 | Огњен Мимовић       |  | 90+5’     |
| Н                | 76 | Лазар Николић       |  |           |
| Тренер:          |    |                     |  |           |
| Владан Милојевић |    |                     |  |           |

| Војводина:       |    |                    |  |           |
| О                | 5  | Ђорђе Црномарковић |  | 30’       |
| О                | 6  | Сеид Кораћ         |  | 63’       |
| О                | 8  | Стефан Ђорђевић    |  |           |
| С                | 10 | Дејан Зукић        |  | 88’       |
| Н                | 11 | Михаило Ивановић   |  |           |
| С                | 14 | Кејлеб Зади Сери   |  |           |
| С                | 18 | Његош Петровић     |  |           |
| Г                | 25 | Лазар Царевић      |  |           |
| С                | 26 | Вукан Савићевић    |  | 65’ 89’   |
| О                | 50 | Милан Лазаревић    |  | 77’       |
| Н                | 92 | Алекса Вукановић   |  | 87’ 90+9’ |
|                  |    |                    |  |           |
| Измене:          |    |                    |  |           |
| О                | 2  | Марко Бјековић     |  |           |
| О                | 4  | Гурам Гиорбелидзе  |  |           |
| О                | 15 | Игор Јеличић       |  |           |
| С                | 16 | Асмир Кајевић      |  |           |
| С                | 17 | Лазар Јовановић    |  |           |
| С                | 20 | Урош Николић       |  | 88’       |
| С                | 23 | Матеус Индио       |  |           |
| Н                | 28 | Норман Кембел      |  | 77’       |
| Г                | 36 | Андреј Борак       |  |           |
| С                | 49 | Андрија Радуловић  |  | 65’       |
| С                | 99 | Иван Вукчевић      |  |           |
| Тренер:          |    |                    |  |           |
| Божидар Бандовић |    |                    |  |           |

Помоћне судије: Александар Марјановић, Марко Ђуричић, Марко Ивковић
ВАР судија: Лазар Лукић
Помоћник ВАР судије: Павле Томић
Делегат: Раденко Стевовић
| Победник Купа Србије у фудбалу 2023/24. |
| --------------------------------------- |
| Црвена звезда 7. титула                 |